# Nicolae Raholcai Kont
Nicolae Raholcai Kont (în maghiară Kont Miklós, în croată Nikola Kont Orahovički (Iločki)), (n. mileniul II – d. 16 aprilie 1367, Orahovica, Cantonul Virovitica-Podravina, Croația) a fost voievod al Transilvaniei între anii 1351-1356 de origine croată (Ilok).